# Felsőrákos (település)
Felsőrákos (románul: Racoșul de Sus, németül: Kormosbach) falu Romániában, Kovászna megyében. 1992-ben 996 lakosából 990 magyar, 5 román, 1 cigány volt.
Felsőrákostól délre található a környék egyik legnagyobb külszíni szénbányája. 2008 májusában egy szinte teljesen ép, 2,5 millió éves masztodoncsontvázat találtak itt. A leletet jelenleg a baróti Erdővidék Múzeumában tárolják.

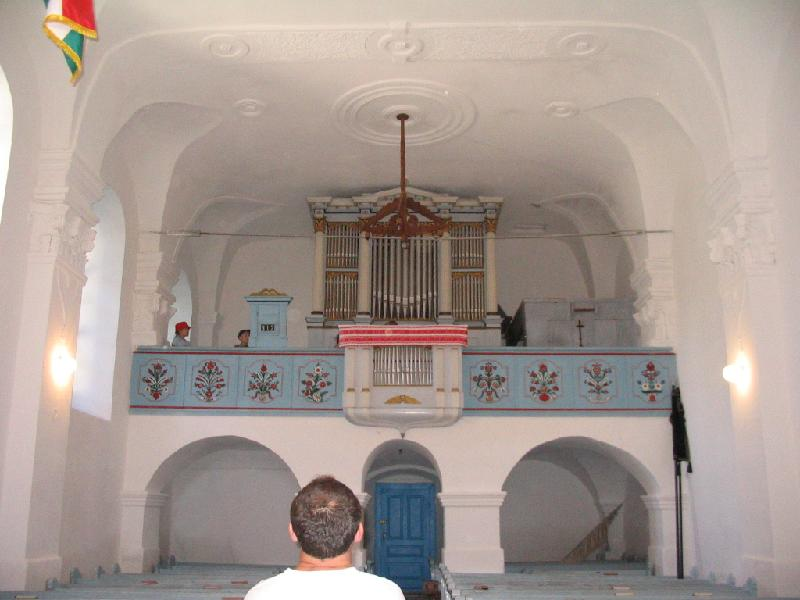
Unitárius templom belseje

## Fekvése
Sepsiszentgyörgytől 30 km-re északnyugatra, Baróttól 4 km-re nyugatra, a Kormos-patak jobb partján fekszik.

## Nevének eredete
Nevét azért kapta, mert patakjaiban sok volt a rák.

## Története
1235-ben említik először. A falunak már a 13. században lehetett temploma.
Itt zajlott le az 1848–49-es forradalom és szabadságharc egyik jeles momentuma: a rikai csata, melyben Gábor Áron is részt vett.
1910-ben 1270 lakosa volt. A trianoni békeszerződésig Udvarhely vármegye Miklósvári járásához tartozott. Határában lignittelepek találhatók, bányáját 1969-ben nyitották meg.

## Látnivalók
- A Verczer farka nevű helyen a hagyomány szerint egykor vár állott, Orbán Balázs római castrumot feltételezett itt.
- Az alsórákosi határra eső 822 m magas hegycsúcson Tepő- vagy Kecskés várának nevezett kora középkori vár romjai láthatók.
- A temető feletti 576 m magas Várhegyen is vár állhatott egykor, de ennek semmi nyoma nem látható.
- Unitárius temploma gótikuseredetű, 1795-ben barokk stílusban építették újjá.
- Borvizeiről is híres, a Mária-forrás vízét 1886-tól 1930-as évekig palackozták.

## Híres emberek
- Itt született Lőrinczi László (1898–1981) unitárius lelkész, egyházi író, mezőgazdasági szakíró.
- Itt született Kolumbán Mózes (1904–1973) orvos, műfordító, a marosvásárhelyi Orvosi és Gyógyszerészeti Intézet egykori tanára.